# Lucien Roisin Besnard
 (mars 2018).
Pour les articles homonymes, voir Lucien Besnard, Roisin (homonymie) et Besnard.
Lucien Édouard Roisin Besnard (ou L. Roisin, né à Paris le 9 septembre 1884 et mort le 16 février 1943 à Barcelone) est un photographe et éditeur français établi à Barcelone à la fin de la Première Guerre mondiale.
Il est connu en Espagne pour son commerce de cartes postales : La casa de la postal (La maison de la carte postale). Grâce à la grande production photographique de Roisin, il est possible de voir l'évolution des paysages espagnols sur plus de trente ans. La majeure partie de son travail est conservée aux archives photographiques historiques de l'institut d'étude photographique de Catalogne.

## Biographie
Lucien Roisin Besnard est né le 9 septembre 1884 à Paris 14e. Nous savons peu de choses quant à son enfance au sein d'une famille de cinq frères.
C'est un photographe français, connu pour son étude du quartier parisien de la butte Montmartre.
À Paris, il acquiert une large expérience professionnelle comme photographe artistique. Dans les premières années du XXe siècle, il réalise une grande étude photographique dans le quartier de Montmartre où il immortalise aussi bien l'environnement que les personnages, notamment ses proches et  son cercle d'amis. À cette occasion, il rencontre Auguste et Louis Lumière, inventeurs du cinématographe auprès desquels il se procure l'appareil novateur qu'ils viennent de commercialiser. Peu de temps après, Lucien Édouard Roisin Besnard décide d'abandonner la photographie artistique et de se lancer dans la carte postale illustrée et photographique alors en pleine vogue.
Il débarque à Barcelone en Catalogne en 1897 où il va travailler comme photographe avec un contrat de trois ans pour l'imprimerie Angel Beltran.
Au tournant du siècle, il continue son activité avec l'imprimerie[Où ?] de Roussilon Ramon Garcia i Rafol[pas clair].
En 1914, il est envoyé sur le front de Verdun et y reste 18 mois.
Dès la fin de la guerre, il est sollicité par l'industriel Angel Toldra Vinazo qui lui propose un nouveau contrat afin d'éditer une collection de cartes postales à vocation touristique. À l'issue de cette collaboration, Lucien Édouard Roisin Besnard s'installe à son propre compte et ouvre un premier magasin qui lui sert également d'atelier, situé au 18 Passeig de Sant Joan, avant que de s'établir définitivement au numéro 29 de la Rambla Santa Monica. Sa boutique de cartes postales : « la casa postal » était connue de tous. Très vite le magasin devient un grand site d'archives, on pouvait même y trouver un panneau indiquant : « Ici, on trouve la plus complète collection de cartes de vues d'Espagne ». À sa mort, sa famille continue de tenir le magasin jusqu'à 1962.
Ses premières cartes postales espagnoles datent de 1918. Roisin n'arrive pas seul à Barcelone, car durant la Première Guerre mondiale, une grande partie de sa famille a péri et Roisin est accompagné de deux de ses neveux, qui tiendront un important rôle dans le commerce familial et dans la destinée des archives. Son contrat avec Toldra terminé, il choisit de demeurer en terre espagnole et acquiert un local à la Rambla de Santa Monica où il fonde son magasin « La casa postal ». Il se spécialise en cartes postales à vocation géographique. Accompagné de son neveu, il effectue bon nombre de voyages où ils se répartissent les tâches. Dans toute la péninsule espagnole, Lucien Édouard Roisin Besnard, fort de son expérience citadine, se charge de photographier les villes, les plus petits villages et la campagne et il délègue à son neveu le soin de photographier les habitants. Sa nièce, quant à elle, vend les cartes au sein du commerce familial.
L'amorce de la seconde guerre contribue à détériorer l'état de santé de Lucien Roisin Besnard qui retourne en France où il meurt en 1943. À sa mort, il laisse pas moins de 30 000 négatifs, 77 000 photos et 40 000 cartes postales. Sa famille continue de tenir le magasin jusqu'à l'année 1962. L'œuvre de Roisin faillit disparaitre, passant même pour un court séjour sur les étagères d'un magasin de brocante, pour enfin trouver refuge dans les archives de l'Institut d'Études Photographiques de Catalogne. Le reste des clichés est conservé dans les Archives nationales de la Generalitat de la Catalogne,.
Sans l'acharnement de certains[Qui ?], un demi-siècle de travail serait parti aux oubliettes et on ne se souviendrait sans doute pas du travail[Interprétation personnelle ?] de Lucien Roisin Besnard. Quand le magasin fut fermé, on apprit que quelqu'un avait acheté pour 11 000 pesetas toute la collection de Roisin. Quand le scandale éclata, on a commencé à frapper à toutes les portes, pour sauver ce patrimoine.
C'est grâce à un professeur d'université[Qui ?], client régulier de la boutique, qui, usant de ses relations, fit acheter l'ensemble des 16 sacs de matériel photographique pour une somme de 25 000 pesetas par un éditeur barcelonais[Qui ?] de ses amis. De nombreuses expositions rétrospectives de son œuvre furent réalisées dans des villes telles que Jaén, Madrid, et Barcelone.
Lucien Roisin légue[Quand ?] aux archives historiques photographiques de l’institut d’études photographiques de Catalogne des milliers de négatifs dont il tirait ses cartes postales.
Il meurt à Barcelone le 16 février 1943.

## Son travail
À travers sa singulière activité de marchand de cartes postales, Lucien Roisin, a joué un rôle considérable d’ethnologue en figeant sur ses plaques photographiques un instantané de ce qu'était l'Espagne de son époque. On s'accorde pour convenir que la carte postale illustrée qui a vu le jour dans le berceau du mouvement artistique de l'École de Nancy a su très tôt trouver un public prêt à collectionner ces petites « flaques d'éternité ». Si tout un chacun n'était pas en mesure de se payer un appareil photo qui demeurait un rare produit de luxe, en revanche la multiplicité à bon marché des cartes postales permettait au plus grand nombre d'acquérir des clichés. À l'instar de l'ambitieux projet d'un Albert Kahn, Lucien Édouard Roisin Besnard va apporter sa pierre à l'édifice qui consistait à réaliser une nouvelle encyclopédie destinée à proposer aux futures générations un état des lieux de la planète.
Son travail a une valeur de documentation considérable. Outre son caractère artistique, ethnographique, social et culturel, ces images nous apportent une multitude d'informations dans une infinité de domaines et servent encore aujourd'hui à bon nombre de réhabilitations d'édifices. Le patient travail de Roisin permet de retracer la chronologie du changement que les villes ont subi des années 1920 aux années 1940. Ses clichés sont une source iconographique incomparable et il n'est pas rare de les trouver au sein de nombreuses collections particulières. Les négatifs, souvent inconnus du grand public, sont par contre très utilisés par les historiens, érudits ou autres passionnés de photos.
Plus qu'un nom, Roisin est une marque indissolublement liée à l'histoire de la photographie en Espagne. L'énorme production réalisée entre 1918 et 1940 forme aujourd'hui l'une des plus grandes banques de documentation photographique issue d'un même auteur.

## La Casa Postal
"La maison de la carte postale " était un endroit éminemment célèbre dont la réputation n'était plus à faire et qui figurait en bonne place dans tous les guides touristiques. Roisin y a vendu des centaines de milliers de cartes postales tirées d'après les clichés pris lors de ses longues pérégrinations à travers toute l'Espagne (Catalogne, Pontemeude, Andalousie, Malaga) et ce sur une période de plus de vingt ans. Roisin se targuait de pouvoir offrir au public un panorama exhaustif, un inventaire complet des lieux et des sites remarquables de toutes les provinces espagnoles. Le succès commercial était au rendez-vous et à certaines périodes plus de 10 vendeuses furent recrutées pour faire face à la demande d'une clientèle aussi bien locale que touristique. Dès les années 1930, "La casa postal", toujours à la pointe du progrès, inaugura la vente de produits tout à fait innovants tels que les dépliants accordéons qui associaient un choix d'une douzaine à une vingtaine de cartes postales regroupant ainsi des vues d'un même sujet prises sous différents angles. Le phénomène de contrefaçon n'est pas nouveau et pour s'en préserver, Roisin fit bientôt figurer sur ses productions, un cachet qui garantissait ses clients quant à l'authenticité des produits dont ils faisaient l'acquisition. La renommée de Roisin fut telle que lorsqu'une publication concernant l'Espagne était publiée de par le monde, il était à peu près certain que le crédit photographique de la photo était issu de " la casa postal ". Le boom touristique que connut l'Espagne permit à Luciana d'exploiter pendant deux décennies le travail de son oncle mais en 1962, pour une sombre question de renouvellement de bail, la boutique ferma définitivement ses portes.